# Ricardo Carvalho (futebolista)
Ricardo Alberto Silveira de Carvalho OIH • ComM (Amarante, 18 de maio de 1978) é um ex-futebolista português que atuava como defesa-central. Atualmente exerce o cargo de treinador adjunto na Seleção Portuguesa.

## Carreira

### Início
Jogou, enquanto jovem, no Amarante, clube da sua cidade natal. Era conhecido entre os amigos como Manga. A sua performance atraiu a atenção do Porto e, em 1996, ingressou nas categorias de base do clube. Entre 1997 e 2001, passou algumas temporadas emprestado ao Leça, Vitória de Setúbal e ao Alverca, mas foi sob o comando de José Mourinho que a sua carreira disparou. Na temporada 2002–03, conquistou o seu primeiro Campeonato Português sob a tutela de Mourinho, além da Copa da UEFA. A sua boa forma rendeu-lhe uma convocação para a Seleção Portuguesa, em 2003. Na temporada seguinte, conquistou o seu segundo título nacional consecutivo, além da Liga dos Campeões, na qual também foi eleito o melhor defesa.

### Chelsea

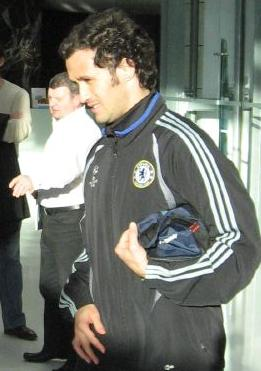
Ricardo Carvalho com o Chelsea em 2007

Em julho de 2004, transferiu-se para o Chelsea, por um valor de quase trinta milhões de euros. Com a equipa inglesa venceu, nas duas primeiras temporadas, o Campeonato Inglês. Ajudou ainda o clube a alcançar a final da Liga dos Campeões da UEFA de 2008, uma posição inédita na história dos Blues. No mesmo ano, foi votado pelos colegas de clube como o "Jogador do Ano de 2008". Dois anos depois, na temporada 2009–10, ajudou o Chelsea a vencer a primeira Premier League desde 2006, além da Copa da Inglaterra; foi a primeira dobradinha da história do clube.

### Real Madrid
No dia 10 de agosto de 2010, após seis anos no Chelsea, transferiu-se para o Real Madrid por 6,7 milhões de euros. Foi titular absoluto do clube merengue na temporada 2010–11, mas em 2012 perdeu a titularidade para o também português Pepe.

### Monaco
Foi anunciado como novo reforço do Monaco no dia 28 de maio de 2013. Atuou em três temporadas pelo clube francês, disputando 118 jogos e marcando dois golos.

### Shanghai SIPG
No dia 15 de fevereiro de 2017 foi anunciado pelo Shanghai SIPG, da China, clube que já contava com o brasileiro Oscar.

## Seleção Nacional
Pela Seleção Portuguesa, a sua carreira iniciou-se em 11 de outubro de 2003, num amistoso contra a Albânia. Representou Portugal nas Eurocopas de 2004, 2008 e 2016 e nos Campeonatos do Mundo de 2006 e 2010. Teve presença regular na Eurocopa de 2004, quando Portugal avançou até à final, perdendo-a contra a Grécia.

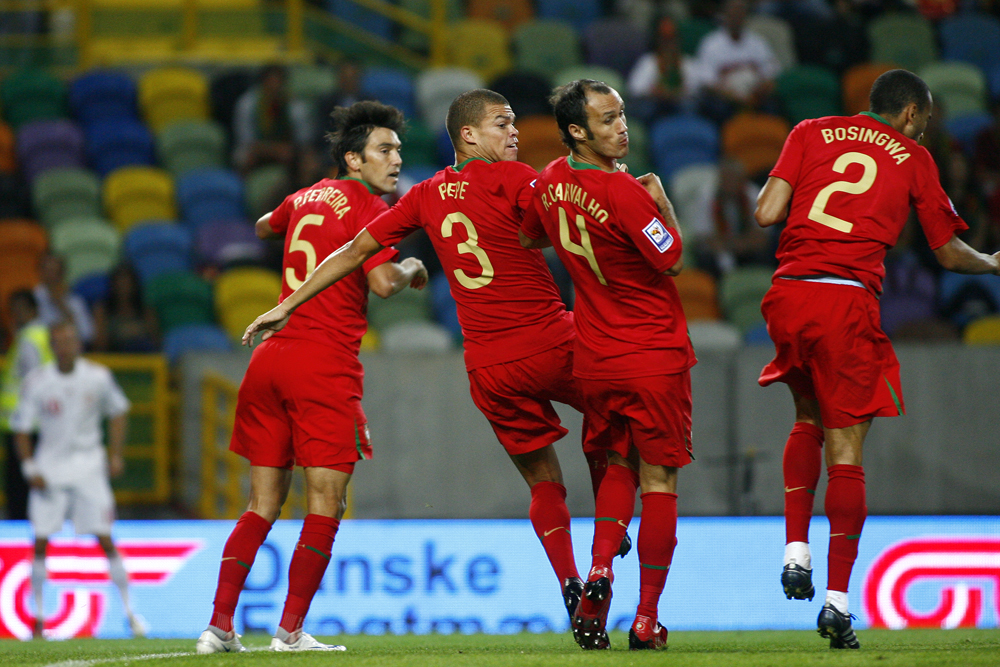
Da esquerda para direita: Paulo Ferreira, Pepe, Ricardo Carvalho e Bosingwa em 2008

No dia 5 de julho de 2004, foi feito Oficial da Ordem do Infante D. Henrique.
Mais tarde, na Copa do Mundo de 2006, foi titular absoluto da defesa portuguesa, disputando seis partidas pela Seleção, até à eliminação nas semifinais, frente à França.
Na Euro 2008, disputou três das quatro partidas portuguesas, antes da eliminação nas quartas-de-final contra a Alemanha.
Dois anos depois, na Copa do Mundo de 2010, manteve presenças regulares no plantel português, que sofreu apenas um golo nas quatro partidas. No entanto, Portugal foi eliminado pela Espanha nos oitavas-de-final com um golo irregular de David Silva.
No dia 17 de maio de 2016, foi anunciado que seria um dos 23 convocados pelo técnico Fernando Santos para representar a Seleção Portuguesa na Euro 2016, disputada na França.
Já no dia 10 de julho de 2016, sagrou-se campeão europeu pela Seleção Portuguesa, vencendo na final a anfitriã França por 1–0, sendo que o único golo foi marcado por Éder aos 109 minutos de jogo. Em consequência, no mesmo dia foi feito Comendador da Ordem do Mérito.

## Títulos
Porto
- Supertaça de Portugal: 1998, 2003 e 2004
- Primeira Liga: 1998–99, 2002–03 e 2003–04
- Taça de Portugal: 2002–03
- Copa da UEFA: 2002–03
- Liga dos Campeões da UEFA: 2003–04

Chelsea
- Premier League: 2004–05, 2005–06 e 2009–10
- Copa da Liga Inglesa: 2004–05 e 2006–07
- Supercopa da Inglaterra: 2005 e 2009
- Copa da Inglaterra: 2006–07, 2008–09 e 2009–10

Real Madrid
- Troféu Santiago Bernabéu: 2010, 2011 e 2012
- Copa do Rei: 2010–11
- La Liga: 2011–12
- Supercopa da Espanha: 2012

Seleção Portuguesa
- Eurocopa: 2016

### Prêmios individuais
- Seleção Portuguesa de Todos os Tempos - IFFHS[7]